# Прапатнице
Прапатнице (до 1991. године Прапатница) су насељено место у саставу града Вргорца, Сплитско-далматинска жупанија, Република Хрватска.

## Историја
До територијалне реорганизације у Хрватској налазиле су се у саставу старе општине Вргорац.

## Становништво
На попису становништва 2011. године, Прапатнице су имале 179 становника.
| Број становника по пописима | Број становника по пописима | Број становника по пописима | Број становника по пописима | Број становника по пописима | Број становника по пописима | Број становника по пописима | Број становника по пописима | Број становника по пописима | Број становника по пописима | Број становника по пописима | Број становника по пописима | Број становника по пописима | Број становника по пописима | Број становника по пописима | Број становника по пописима |
| --------------------------- | --------------------------- | --------------------------- | --------------------------- | --------------------------- | --------------------------- | --------------------------- | --------------------------- | --------------------------- | --------------------------- | --------------------------- | --------------------------- | --------------------------- | --------------------------- | --------------------------- | --------------------------- |
| 1857                        | 1869                        | 1880                        | 1890                        | 1900                        | 1910                        | 1921                        | 1931                        | 1948                        | 1953                        | 1961                        | 1971                        | 1981                        | 1991                        | 2001                        | 2011                        |
| 322                         | 0                           | 332                         | 436                         | 507                         | 517                         | 511                         | 461                         | 451                         | 450                         | 418                         | 341                         | 244                         | 228                         | 225                         | 179                         |

Напомена: Од 1880. до 1931. исказивано је под именом Прапатнице, а до 1991. под именом Прапатница. У 1869. подаци су садржани у насељу Орах.

### Попис1991.
На попису становништва 1991. године, насељено место Прапатница је имало 228 становника, следећег националног састава:
| Попис 1991.‍  | Попис 1991.‍  | Попис 1991.‍ | Попис 1991.‍ | Попис 1991.‍ |
| ------------ | ------------ | ----------- | ----------- | ----------- |
|              |              |             |             |             |
| Хрвати       | Хрвати       |             | 227         | 99,56%      |
| неопредељени | неопредељени |             | 1           | 0,43%       |
| укупно: 228  |              |             |             |             |